# Jérôme Bosviel

a Compétitions nationales et continentales officielles uniquement.

Dernière mise à jour le 15 novembre 2024.
Jérôme Bosviel, né le 7 avril 1990, est un joueur français de rugby à XV qui évolue aux postes d'arrière et de demi d'ouverture.

## Biographie

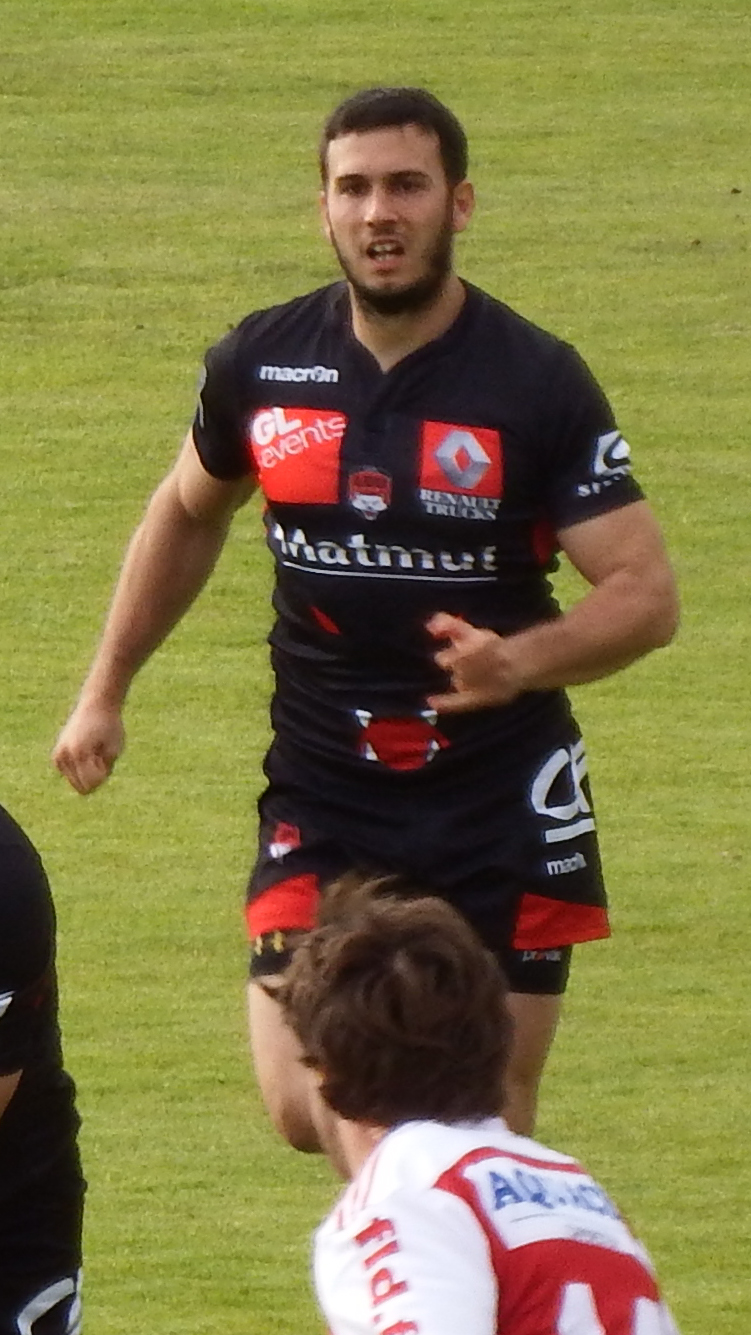
Jérôme Bosviel sous le maillot du Lyon OU, pendant la saison 2013-2014.

Originaire de Maurens, Jérôme Bosviel commence à pratiquer le rugby à XV dès l'âge de cinq ans, avec l'US Bergerac, avec qui il évolue jusqu'en catégorie cadet. Il joue ensuite une saison avec les Crabos de l'US Dax lors de la saison 2007-2008. Au terme de cette dernière, il retourne à Bergerac, jouant cette fois-ci avec l'équipe première en Fédérale 3.
Il quitte à nouveau le club en 2009 mais reste en Dordogne, rejoignant le CA Périgueux ; il y dispute la finale de Fédérale 1, concédée contre l'AS Béziers mais permettant aux Pétrocoriens d'être promus en Pro D2. Pour cette première saison jouée au niveau professionnel, Bosviel est particulièrement remarqué pour ses prestations, malgré la relégation de son club au terme de la saison ; évoluant auparavant au poste de demi d'ouverture, il s'est affirmé en tant qu'arrière titulaire,.
Il est finalement recruté par le Lyon OU pour une saison plus une optionnelle. Après ces deux saisons, il rejoint ensuite le CS Bourgoin-Jallieu en 2014. Au terme de la saison 2015-2016, il se classe parmi les meilleurs réalisateurs de Pro D2.
À l'intersaison 2016, bien que le club berjallien souhaitait prolonger son joueur, Bosviel choisit de se rapprocher de ses terres familiales dans le Périgord et souhaite ainsi retrouver un club dans le Sud-Ouest de la France,. Bosviel signe ainsi un contrat de trois saisons avec l'US Montauban. Après avoir été suivi par différents clubs de Top 14 pendant la première partie de la saison 2017-2018,, Bosviel prolonge finalement son contrat initial avec l'USM, cette fois-ci jusqu'en 2021, soit pour deux saisons supplémentaires. 
Au terme de la saison 2017-2018, il intègre par la suite les Baby Barbarians, sélection qui regroupe les meilleurs joueurs français de Pro D2, pour une rencontre amicale internationale contre la Géorgie le 31 mai. Dans un match très serré de bout en bout, les Baby Babaas s'inclinent 16 à 15 à Tbilissi.
En fin de contrat au terme de la saison 2020-2021, et malgré une forte concurrence pour le recruter, entre autres du club de Colomiers Rugby, l'US Montauban et Bosviel actent fin décembre 2020 une prolongation de trois saisons.
Durant la saison 2022-2023, il inscrit 312 points, faisant de lui le meilleur réalisateur du championnat cette saison. Le 28 avril 2023, lors d'un match face à l'US Carcassonne, il marque 23 points dans ce match et devient alors le meilleur réalisateur de l'histoire de la Pro D2 avec 2 468 points marqués. Il devance ainsi Maxime Petitjean qui en avait marqué 2 465. Une nouvelle prolongation avec le club tarn-et-garonnais est signée en février 2024 pour deux saisons supplémentaires. Après une qualification en phase finale, le club tarn-et-garonnais décroche son accession en Top 14 malgré sa 6e place, s'imposant en déplacement lors du barrage et de la demi-finale puis contre le première de la phase régulière en finale, le FC Grenoble, en finale.

## Palmarès

### En club
- Championnat de France de 1re division fédérale :
  - Finaliste : 2011 avec le CA Périgueux.

- Championnat de France de 2e division : 
  - Vainqueur : 2014 avec le Lyon OU.
  - Vainqueur : 2025 avec l'US Montauban.

### Distinctions personnelles
- Meilleur réalisateur du championnat de France de 2e division en 2023 (312 points)
- Meilleur réalisateur de l'histoire du championnat de France de 2e division (2 468 points)